# Palazzo Madama (Rome)

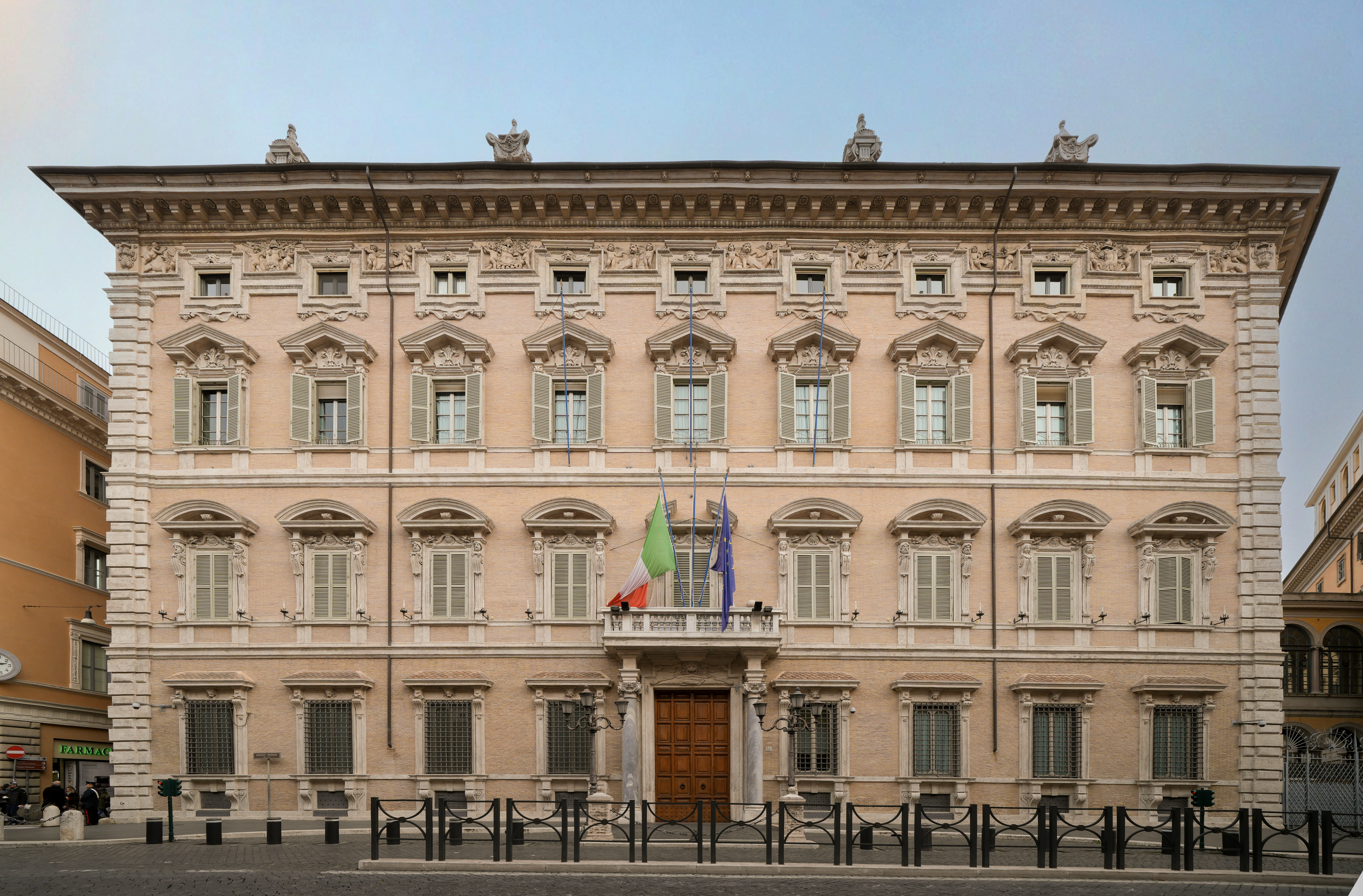
Palazzo Madama

Het Palazzo Madama is een stadspaleis in Rome en thans de zetel van de Italiaanse Senaat. Het ligt naast de Franse kerk in Rome, de San Luigi dei Francesi.
Het paleis werd in 1503 gebouwd in opdracht van de Medici, die heersten in Florence en ook in de Katholieke Kerk een machtige positie innamen. Om haar belangen in het kerkelijke bestuurscentrum veilig te stellen, had de familie een Romeinse residentie nodig. De bouwgrond lag in het Campus Martius, boven de resten van de Thermen van Nero. De hoofdingang is aan de Corso del Rinacimento. Als kind heeft Catharina de' Medici er gewoond, maar zij is niet de 'Madama' in de naam van het paleis.
Vanaf 1530 was Alessandro de' Medici Heer van Florence, met vanaf 1531 de titel van hertog. Hij bewoonde ook het Romeinse paleis. In 1536 kwam zijn jonge bruid Margaretha van Parma er wonen, de onwettige dochter van keizer Karel V. Naar haar werd het bouwwerk later 'Palazzo Madama' genoemd. Na de moord op de hertog bleef ze er nog tien jaar wonen, ook toen ze een jaar later werd uitgehuwelijkt aan de pas veertienjarige Ottavio Farnese, wiens grootvader in die jaren paus Paulus III was.

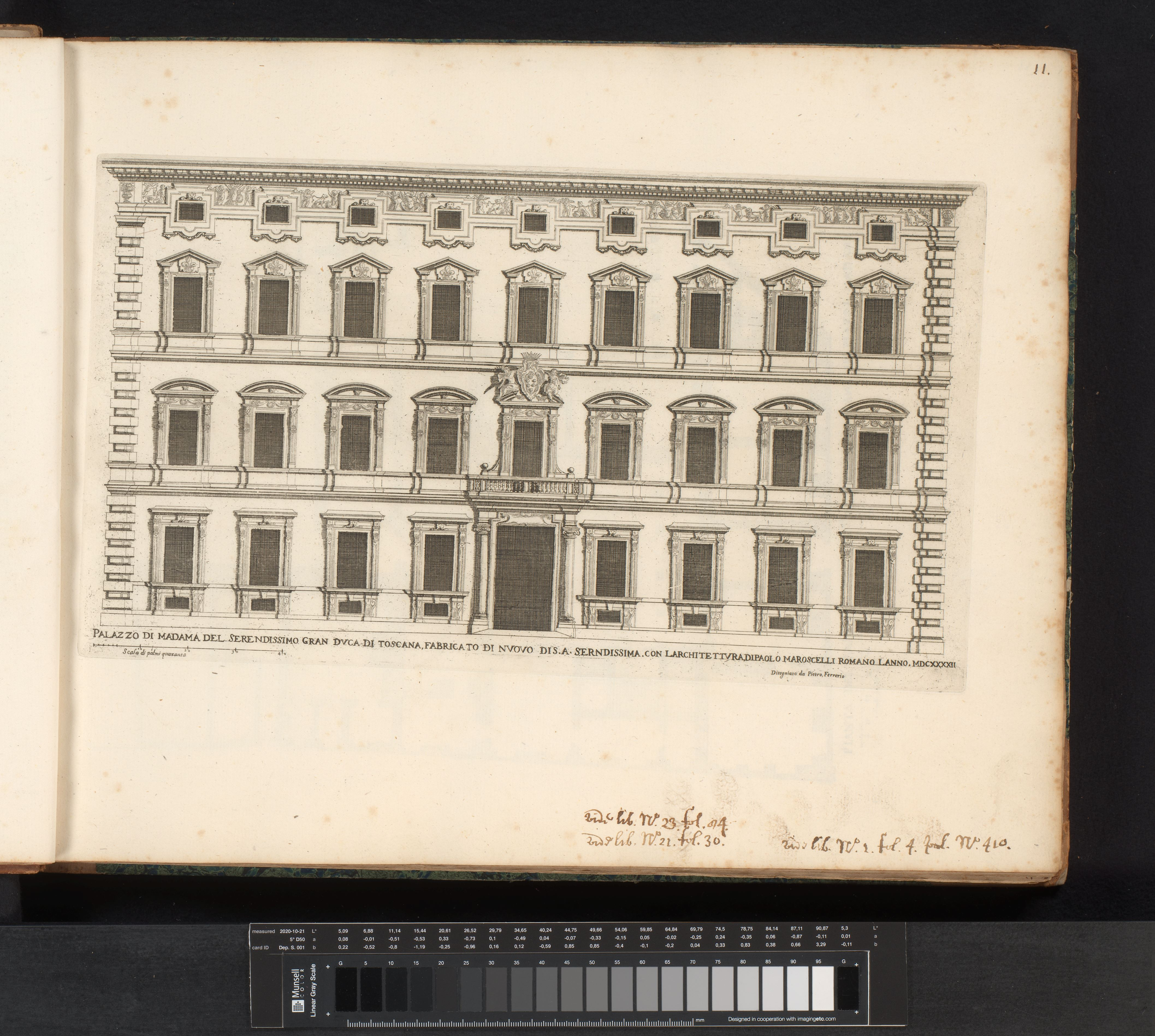
Façade van Palazzo Madama, RP-P-2016-709-11

Eind 16e eeuw woonde kardinaal Francesco Maria Del Monte in het paleis,
een vertrouweling en adviseur van de hertogen van Toscane. Hij was een groot kunstkenner, verzamelaar en amateurwetenschapper (muziek, schilderkunst, astronomie en alchemie). Rond 1595 nam hij de schilder Caravaggio in huis.
In de 19e eeuw vonden op het balkon de trekkingen plaats van de Italiaanse lotto. Sinds 1871 is in het Palazzo Madama de Italiaanse Senaat gehuisvest.

## Sala Cavour
In het midden van het plafond met antieke cassettenpanelen bevindt zich het Ovale-werk van een van de grootste schilders uit de Italiaanse geschiedenis Giambattista Pittoni (1687-1767), getiteld Bacco e Arianna. De zaal is beschikbaar voor de leden van de sessies, en soms vindt de Raad van Ministers daar plaats.

## Villa Madama
Vanaf 1516 liet Giulio de' Medici door Rafaël Santi een buitenhuis bouwen nabij Rome, aan de voet van de Monte Mario. Na Rafaëls dood nam zijn assistent Antonio da Sangallo de bouw over, maar voltooid werd het huis nooit. De bewoners van het Palazzo Madama hadden hier hun zomerverblijf.
In 1673 stichtte Cosimo III de' Medici, Groothertog van Toscane een academie in de Villa Madama onder leiding van Ercole Ferrata en de kunstschilder Cirro Ferri. In 1787 bezocht Goethe het huis en in 1910 Louis Couperus. Deze trof een bouwval aan maar herkende direct de oorspronkelijke luister van het huis. In 1925 liet de toenmalige eigenaar een grote restauratie uitvoeren. Sinds 1941 is de villa eigendom van de staat, die haar als gastenverblijf gebruikt. Zo logeerden er in 2003 de Europese regeringsleiders tijdens een Europese top.